# Replica (singolo)
Replica 2006 è il primo singolo estratto dalla raccolta The Collection e ottavo del gruppo musicale finlandese Sonata Arctica, pubblicato dalla Spinefarm Records il 15 novembre 2006.

## Tracce
Testi e musiche di Tony Kakko, arrangiamenti dei Sonata Arctica.
1. Replica (2006 re-make) – 4:32
2. Draw Me (instrumental) – 4:07
3. Respect The Wilderness – 3:51

## Formazione
- Tony Kakko - voce/tastiera
- Jani Liimatainen - chitarra
- Tommy Portimo - batteria
- Marko Paasikoski - basso
- Henrik Klingenberg - tastiera in Replica
- Mikko Härkin - tastiera in Respect The Wilderness

## Registrazione
- Registrato al Tico Tico Studio da Ahti Kortelainen.
- Mixato da Mikko Karmila e masterizzato da Mika Jussila ai Finnvox Studios.